# Bolitoglossa platydactyla
Bolitoglossa platydactyla es una especie de salamandras en la familia Plethodontidae.
Es endémica de México.
Su hábitat natural son bosques húmedos tropicales o subtropicales a baja altitud, las sabanas húmedas, plantaciones, jardines rurales y áreas urbanas.
Está amenazada de extinción debido a la destrucción de su hábitat.